# Cementiri municipal de la Sénia
El Cementiri municipal de la Sénia és una obra de la Sénia (Montsià) inclosa a l'Inventari del Patrimoni Arquitectònic de Catalunya.

## Descripció
Recinte rectangular delimitat per un mur de maçoneria d'uns 3 m d'alçada. Dues portes d'accés, la principal portalada de totxo i maçoneria emblanquinat emmarcant una obertura d'arc apuntat, un segon accés més senzill dona a l'antic cementiri civil. A l'interior, seguint l'eix longitudinal que marca la porta principal, hi ha la capella, rectangular i molt senzilla; la seva façana i la portalada esmentada d'accés es podrien relacionar estilísticament amb el corrent italianitzant classicista que influí sobre el noucentisme. La façana de la capella està formada per una alta porta d'arc de mig punt amb emmarcament de pedra, un òcul a sobre i un ràfec superior en forma de cornisa reflectint la forma de la teulada a dos vessants. Com a remat una mena de petxina amb senzilla creu a sobre.

## Història
L'única referència que es coneix és la data de 1926, a la porta de l'antic cementiri civil. Cementiri civil i religiós funcionen indistintament com a cementiri municipal i s'ha eliminat la part del mur que els separava. L'antic cementiri s'ubicava allí on ara hi ha l'escorxador, en el lloc conegut com "La Clotada", ja dintre el nucli urbà.